# Rutka Laskier
Rutka Laskier (właśc. Rut Laskier, hebr. רותקה לסקר; ur. 12 czerwca 1929 w Krakowie, zm. 5 sierpnia 1943 w Brzezince (KL Auschwitz-Birkenau)) – polska Żydówka z Będzina (nazywana czasem „polską Anną Frank”), która w ostatnim roku życia, podczas II wojny światowej prowadziła pamiętnik, wydany 60 lat po Holokauście (kwiecień 2006), a który stał się sensacją na skalę pamiętnika Dawida Rubinowicza.

## Życiorys
Rutka Laskier urodziła się 12 czerwca 1929 w Krakowie, w prywatnej klinice przy ul. Garncarskiej 11, dokładnie w tym samym dniu, w którym urodziła się jej rówieśnica Anne Frank.
Protoplastą rodu jej rodziny był Haskiel Laskier, pochodzący prawdopodobnie z Będzina. Rodzina Laskierów mieszkała w Będzinie już w XIX wieku, ciesząc się wysoką pozycją społeczną w mieście. Prowadziła fabrykę okuć, lin drucianych i łańcuchów. Bracia Laskier (jej krewni) byli także właścicielami słodowni.
Matką była Dwojra (Dorka lub Dwora) Hampel (ur. 13 września 1904 w Będzinie), córka kupca Abrahama Chila i Gitli z d. Frydler (jeszcze przed wojną wraz z synem wyjechali do Palestyny). Według relacji znajomych, pochodziła z zamożnej rodziny.
Ojciec – Jakub Laskier urodził się 7 sierpnia 1900 w Będzinie, w rodzinie wielodzietnej jako syn Liby Goldy (ur. 1872) z d. Zysman i Dawida (1872–1940), współwłaściciela firmy młynarskiej o nazwie „Laskier–Kleinberg i Spółka”, posiadającej młyn przy ul. Kościuszki 50. Wraz z rodzicami mieszkał przy ul. Małachowskiego 7. W 1917 wyjechał do Palestyny jako jeden z grupy „pięciorga młodzieży” z Będzina, którzy osiedlili się wtedy w Palestynie. Po kilku latach zachorował na tyfus i wrócił do Polski, do Będzina, gdzie 31 grudnia 1925 ożenił się z Dorką Hampel, która mieszkała przy ul. św. Jana 4 (obecnie ul. Moniuszki).
Po ślubie małżonkowie wyjechali do Gdańska. Z początkiem lat 30. XX wieku rodzina przeprowadziła się do Będzina. 3 sierpnia 1937 urodziło się tu ich następne dziecko, syn Joachim (nazywany przez domowników Heniusiem). Wraz z rodzicami, bratem i babcią Rutka mieszkała przy ul. św. Jana 4.
Rutka przez pewien czas pobierała lekcje u prywatnej nauczycielki. Następnie uczyła się w Żydowskim Gimnazjum im. Fürstenberga w Będzinie (obecnie II Liceum Ogólnokształcące im. Stanisława Wyspiańskiego) przy ul. Teatralnej 5, w którym uczyła się m.in. języków obcych: hebrajskiego, łaciny i niemieckiego. Kiedy wybuchła wojna, zamknięto Gimnazjum im. Fürstenberga. Uczęszczała wtedy na tajne komplety.

### Okres wojenny
Po utworzeniu getta w Będzinie w maju 1942 w dzielnicy Warpie (Kamionka), rodzina Laskierów została tam przesiedlona do domu przy ul. 1 Maja 13. 12 sierpnia 1942 na nieistniejącym dzisiaj stadionie sportowym w Będzinie Niemcy zebrali około 30 tysięcy ludzi (głównie Żydów oraz niewielką grupę Polaków). Wśród nich była Rutka z rodziną. O godzinie 3. nad ranem przeprowadzono pierwszą selekcję. Ludzie młodzi i zdrowi, mieli nadal wykonywać niewolniczą pracę, zaklasyfikowano ich do grupy 1 – tzw. produktywnej, mogli pójść do domu. Grupa 1A oznaczała skierowanie do obozu pracy. Grupa 2 została powtórnie sprawdzona, a grupa 3 była przeznaczona do deportacji (obóz koncentracyjny KL Auschwitz-Birkenau). Laskierów zakwalifikowano do grupy 1, a Rutkę do grupy 1A. Na razie Laskierowie wrócili do domu, który przydzielili im Niemcy. Rutce udało się zbiec z wywózki do obozu pracy. W 1943 14-letnia Rutka mieszkając w getcie zaczęła prowadzić pamiętnik. Notatki sporządzała sporadycznie w zwykłym zeszycie szkolnym. Z zapisków, jakie uczyniła w swoim pamiętniku wynika, że od 20 marca 1943 przydzielono ją do pracy w zakładzie krawieckim na terenie Będzina, gdzie przez krótki czas pracowała (przynajmniej przez miesiąc).
5 sierpnia 1943 wraz z rodziną została deportowana z będzińskiego getta i przewieziona pociągiem do obozu zagłady KL Auschwitz-Birkenau. Tam wraz z matką i 6-letnim bratem Heniusiem została odłączona od ojca przez dokonującego selekcji na obozowej rampie Josefa Mengelego i prawdopodobnie tego samego dnia zgładzona w komorze gazowej, a następnie spalona w obozowym krematorium. Istnieje też inna wersja ostatnich dni Rutki, której świadkiem miała być Zofia Minc, więźniarka tego obozu. Jak wspominała w zeznaniach złożonych po zakończeniu wojny w 1947, które znajdują się w Żydowskim Instytucie Historycznym:

Obok mnie w bloku sypiała moja koleżanka, 17-letnia Rutka Laskier z Będzina. Była taka śliczna, że nawet doktor Mengele zwrócił na nią uwagę. Wtedy wybuchła epidemia tyfusu i cholery. Rutka zachorowała na cholerę i w ciągu kilku godzin zmieniła się nie do poznania. Został z niej tylko marny ślad. Sama ją zawiozłam na taczce od śmieci do krematorium. Błagała mnie, bym zawiozła ją do drutów, to rzuci się na nie i prąd elektryczny ją zabije, ale za taczką szedł SS–mann z karabinem i nie pozwolił na to.

Z zeznań tych wynika, że Rutka zginęła w KL Auschwitz-Birkenau w grudniu 1943.

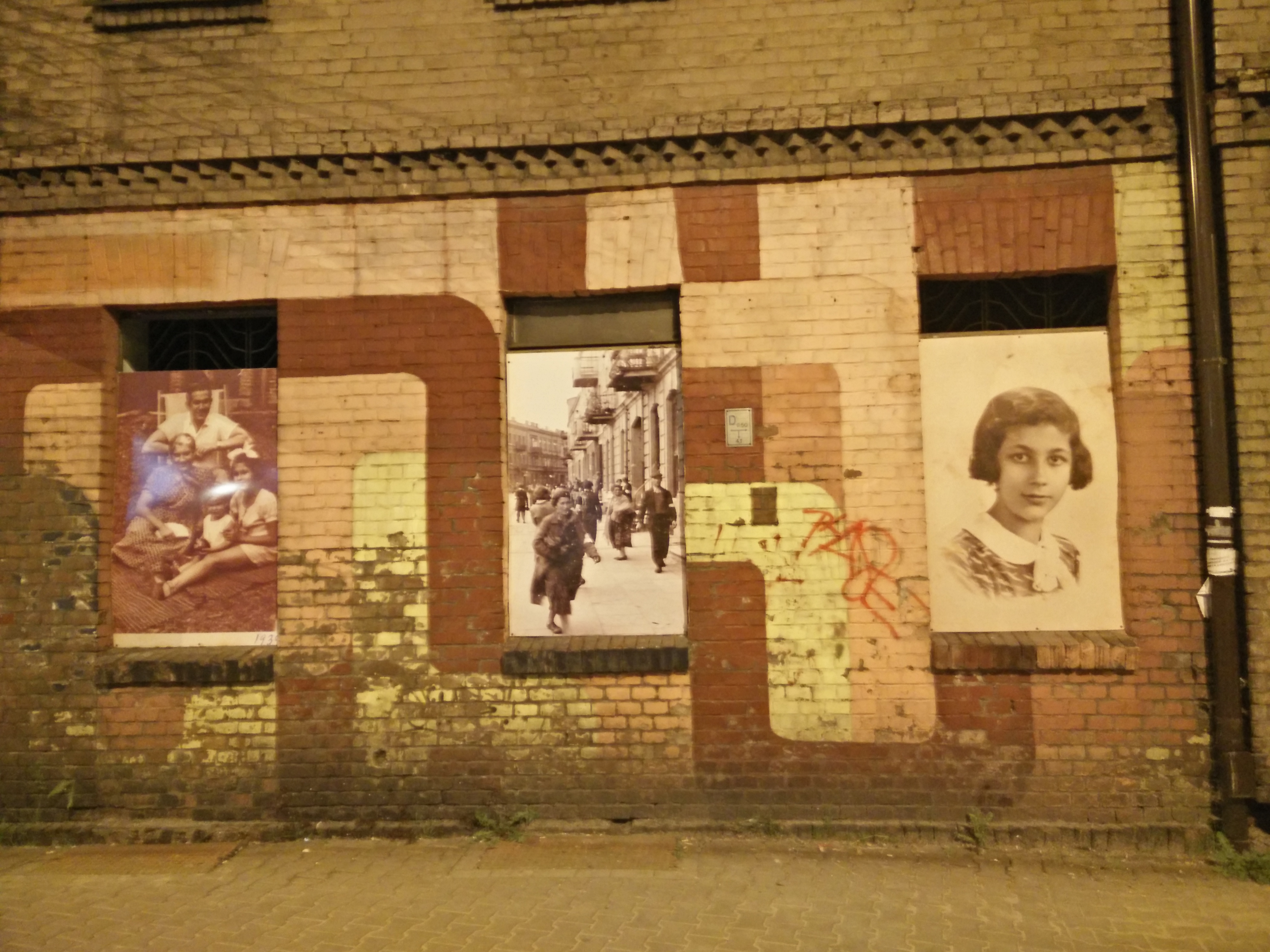
Plakat z wizerunkiem Rutki Laskier umieszczony na domu w Będzinie

Holokaust przeżył jej ojciec, który 27 stycznia 1944 został przetransportowany pociągiem z obozu KL Auschwitz-Birkenau do obozu koncentracyjnego w KL Sachsenhausen. Tam pracował w tajnym komando przy fałszowaniu waluty amerykańskiej i angielskiej w ramach tzw. operacji „Bernhardt”, co w zamierzeniu władz nazistowskich Niemiec miało prowadzić do zniszczenia gospodarki tych krajów. Następnie w lutym 1945 został przetransportowany do obozu koncentracyjnego KL Mauthausen-Gusen, a potem do obozu Ebensee w Austrii. 13 kwietnia 1945 został uwolniony i wyjechał do Izraela. Tam ożenił się z Chaną (Hannah) Winer, farmaceutką, z którą miał córkę Zahavę (ur. 1949). Zahava do 14. roku życia nic nie wiedziała o poprzedniej rodzinie ojca. W 1970 wyszła za mąż za prof. Avigdora Scherza, z którym ma córkę Ruth Scherz-Shouval (imię dane na pamiątkę Rutki) (wszyscy troje są naukowcami i pracują w Instytucie Naukowym Weizmana w Rechowot) (Izrael) i syna o imieniu Ishai; ma też troje wnuków: Ofira, Gili i Tamar. Mieszka w Rechowot. W 2008 dr Zahava Scherz w Będzinie wzięła udział w realizacji przez telewizję brytyjską filmu dokumentalnego o Rutce. Jakub Laskier zmarł w Izraelu 4 lipca 1986.

## Pamiętnik Rutki Laskier

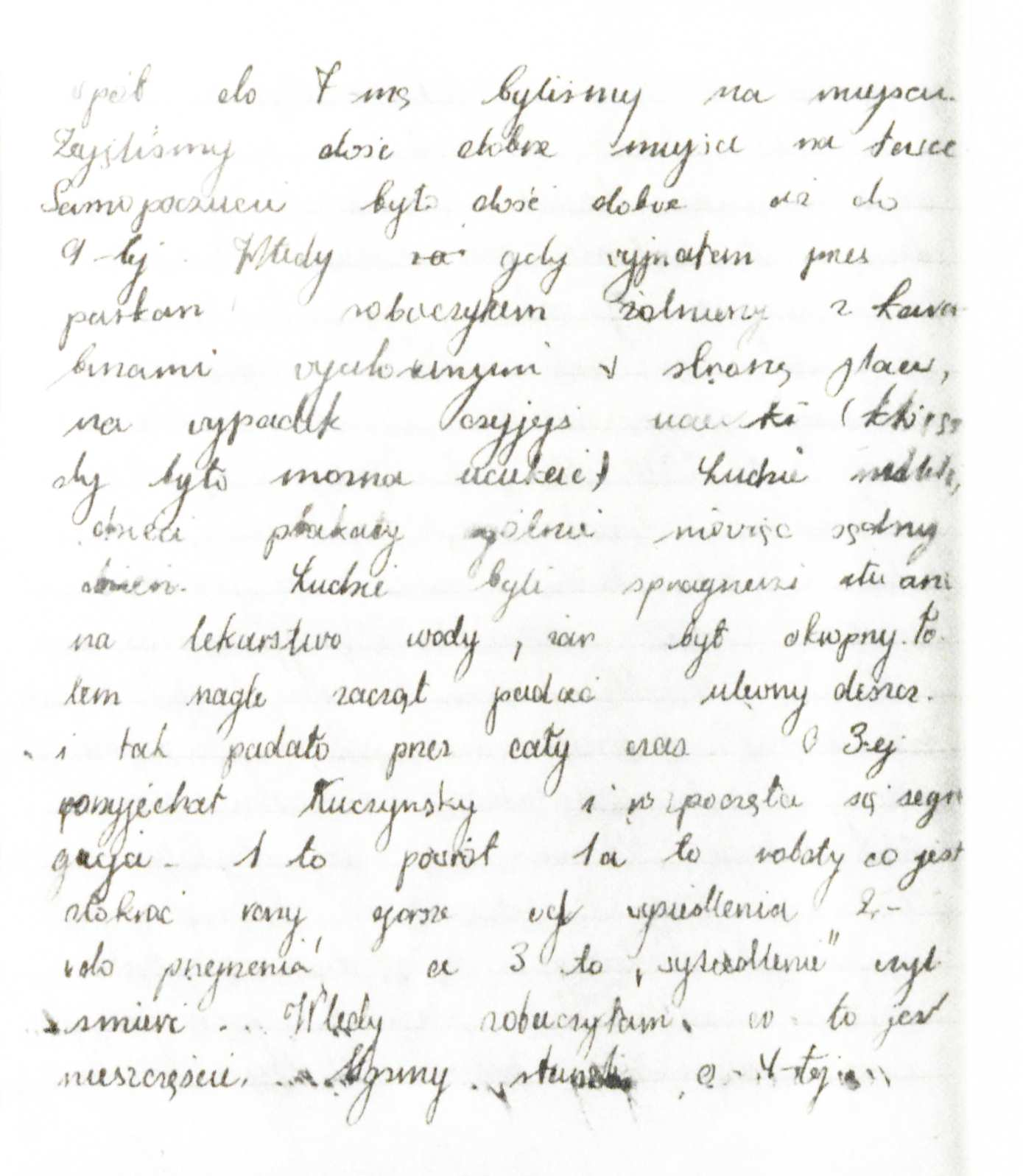
Stronica z pamiętnika Rutki Laskier z wpisem z dnia 6 lutego 1943

Podczas II wojny światowej, w okresie okupacji niemieckiej wiele żydowskich dzieci próbowało opisać swoje tragiczne przeżycia, pisząc pamiętniki lub dzienniki. Najbardziej znane z tych dzieł notowanych w języku polskim są dzienniki  :
- Dawida Rubinowicza z getta w Bodzentynie (5 zeszytów)
- Dawida Sierakowiaka z getta łódzkiego (5 zeszytów)
- Reni Knoll z getta krakowskiego (1 zeszyt)
- Rutki Laskier z getta będzińskiego (1 zeszyt)
- Miriam Chaszczewackiej z getta w Radomsku (nieopublikowany, oryginał przechowywany w Instytucie Jad Waszem w Jerozolimie)
- Jerzego Feliksa Urmana z getta stanisławowskiego (nieopublikowany, oryginał przechowywany w Instytucie Jad Waszem)

Rutka Laskier pisała swój pamiętnik w języku polskim, zapiski prowadziła w zeszycie używając pióra, lub czasem ołówka, zawierając w nim własne przemyślenia, odczucia, a przede wszystkim opisy spotkań z przyjaciółmi; relacjonowała także swoje pierwsze zauroczenia miłosne. 
W pamiętniku o samym życiu getta będzińskiego jest niewiele, a autorka odnosi się głównie do swoich prywatnych przeżyć i tego, co sama widziała. W treści wpisów pojawiają się jej rówieśnicy tacy jak: Micka, Mietek, Janek, Rózia Rechnic, Minda, Tusia czy Hala Zelinger, a także sporadycznie jej matka i brat.
Rutka Laskier ukryła zielony, 60–kartkowy zeszyt w linie pod schodami domu, w którym mieszkała w Będzinie w getcie na Warpiu przy ul. 1 Maja 13 (wtedy ul. Kasernestrasse). Miejsce na schowek wskazała jej była właścicielka, doglądająca czasem stanu lokalu, Stanisława Sapińska. Sapińska po likwidacji getta w 1943 i powrocie do swojego mieszkania odnalazła ten pamiętnik, ale ujawniła go dopiero po 63 latach w 2006. Z pomocą Adama Szydłowskiego, prezesa Zagłębiowskiego Centrum Kultury Żydowskiej, przekazała go do druku. Pamiętnik (książka), wydany został nakładem redakcji Dziennika Zachodniego i szybko stał się sensacją.
Pamiętnik prowadzony jest z krótkimi przerwami od 19 stycznia do 24 kwietnia 1943. Na okładce, koloru zielonego, widnieje tapeta złożona z cienkich skośnych linii, na której umieszczono etykietę ze stylizowaną ramką oraz własnoręcznym tytułowym podpisem Rutka Laskier. Dokument na stronach 1–2 zawiera tekst zatytułowany „W góry” (rodzaj wprawki literackiej – opis wrażeń z wycieczki), datowany na 11 sierpnia 1942. Na stronach 3–5 znajduje się tekst zatytułowany „Zima w getcie” (tekst na str. 4–5 jest odbarwiony i nieczytelny). Wszystkie zapiski mieszczą się na 51 stronach (kilka stron jest wyrwanych). Pamiętnik pisany jest od tyłu zeszytu.
Na zaproszenie Instytutu Jad Waszem w Jerozolimie w 2007 Stanisława Sapińska wraz z Adamem Szydłowskim, redaktorem pierwszego wydania „Pamiętnika”, zawiozła oryginalny pamiętnik do Izraela. 4 czerwca 2007 w Instytucie Jad Waszem odbyła się uroczystość przekazania tego oryginału, której towarzyszyła prezentacja publikacji w języku hebrajskim i angielskim. Wśród zaproszonych gości byli: Awner Szalew – dyrektor Instytutu Jad Waszem, Dawid Peleg – ambasador Izraela w Polsce, Abraham Green – przewodniczący Światowego Związku Żydów Zagłębia, były mieszkaniec Czeladzi oraz siostra przyrodnia Rutki, dr Zahava Scherz. W spotkaniu uczestniczyło ponad 400 osób, w tym wielu ocalałych z Holokaustu, byłych mieszkańców Zagłębia. Zahava Scherz w dowód wdzięczności za ujawnienie i przekazanie Instytutowi Jad Waszem tego pamiętnika ofiarowała jego reprint ofiarodawczyni Stanisławie Sapińskiej podczas swojej wizyty w Będzinie.
Po roku, w wyniku anonimu dostarczonego do prokuratury i mediów, pod koniec sierpnia 2008 Prokuratura rejonowa w Będzinie poprosiła prezydenta miasta o informacje dotyczące wywiezienia dokumentu przez jedną z mieszkanek. W opinii jednego z dziennikarzy „Dziennika Zachodniego” – Marcina Zasady – przekazanie osobistej pamiątki przez Stanisławę Sapińską było nielegalne. Zdaniem Sapińskiej istniał związek między nieprzychylnymi jej artykułami prasowymi a włamaniem do jej domu. Od 2009 postępowanie w związku z podejrzeniem nielegalnego przekazania osobistej pamiątki do Jad Waszem prowadziła Prokuratura w Siemianowicach Śląskich. W toku tego postępowania przesłuchano kilkanaście osób. Na krytyczne wobec Sapińskiej artykuły i podejrzenie jej o popełnienie przestępstwa zareagowali byli mieszkańcy Będzina, skupieni wokół Światowego Związku Żydów Zagłębia, rodzina Rutki żyjąca w Izraelu, środowiska twórcze oraz wielu przedstawicieli świata polityki i kultury, stając w jej obronie. Ostatecznie sprawa o domniemane naruszenie prawa przy przekazaniu pamiętnika została umorzona przez katowicki Sąd Okręgowy.
W Polsce dziennik Rutki doczekał się trzech wydań. Został również przetłumaczony i wydany w: języku angielskim, hiszpańskim, włoskim, hebrajskim, portugalskim, holenderskim, francuskim oraz w wielu innych. Pod koniec kwietnia 2008 rozpoczęła się promocja pamiętnika w Stanach Zjednoczonych, która zbiegła się z trzecim wydaniem „Pamiętnika” (poprawionym) w Polsce, pod redakcją Adama Szydłowskiego, nakładem wydawnictwa „Magic SC” w Będzinie. Promocja trzeciego wydania pamiętnika odbyła się we wrześniu 2008.

## Publikacje
Jedyną publikacją napisaną przez nią jest jej pamiętnik, który został przetłumaczony i wydany również w innych językach (około 20 wydań obcojęzycznych):
- Rutka Laskier (transkrypcja oryg. tekstu i korekta Izabela Tumas, Maciej Z. Szczepka): Pamiętnik Rutki Laskier. Katowice: Polskapresse, 2006. ISBN 83-89956-42-X. OCLC 255742300. Brak numerów stron w książce
- רותקה לסקר: דפי רותקה: ינואר-אפריל 1943. Jerozolima: Jad Waszem, 2007. ISBN 978-965-308-293-9. OCLC 181620980. (hebr.). Brak numerów stron w książce
- Rutka Laskier (managing ed., original Yad Vashem English edition Daniella Zaidman-Mauer): Rutka’s notebook: a voice from the Holocaust. Jerozolima: Yad Vashem, 2008. ISBN 978-1-60320-019-6. OCLC 883418822. (ang.). Brak numerów stron w książce
- Rutka Laskier (uit het Pools vert. door Karol Lesman; inl. uit het Eng. vert. door Karol Lesman): Dagboek: januari-april 1943. Breda: De Geus, 2008. ISBN 978-90-445-1217-5. OCLC 221231569. (niderl.). Brak numerów stron w książce
- Rutka Laskier: El cuaderno de Rutka. Madryt: Suma de Letras, 2008. ISBN 84-8365-040-1. OCLC 540506966. (hiszp.). Brak numerów stron w książce
- Rutka Laskier: Diario. Bompiani, 2008. ISBN 978-8845260100. OCLC 635753272. (wł.). Brak numerów stron w książce
- Rutka Laskier (tł. Maryla Laurent): Le journal de Rutka. Paryż: Robert Laffont, 2008. ISBN 978-2-221-11027-0. OCLC 213435337. (fr.). Brak numerów stron w książce
- ルトゥカ・ラスケル. ルトゥカ・ラスケル著; 尾原美保訳. 尾原美保 (Rutka Laskier, tł. Miho Ohara): ルトゥカのノート: ナチスの犠牲になった14歲の少女の手記 (Rutuka no nōto: Nachisu no gisei ni natta jūyonsai no shōjo no shuki). Tōkyō: PHP研究所, 2008. ISBN 978-4-569-69735-2. OCLC 228498716. (jap.). Brak numerów stron w książce
- Rutka Laskier (przekład Anna Pilátová): Deník: Leden – Duben 1943. Praga: Academia, 2009. ISBN 978-80-200-1706-2. OCLC 607519914. (cz.). Brak numerów stron w książce
- ΛΑΣΚΙΕΡ ΡΟΥΤΚΑ (tł. ΠΑΝΤΣΙΟΣ ΓΙΩΡΓΟΣ Κ.): ΤΟ ΗΜΕΡΟΛΟΓΙΟ ΤΗΣ RUTKA. Η ΣΥΓΚΛΟΝΙΣΤΙΚΗ ΜΑΡΤΥΡΙΑ ΤΗΣ „ΠΟΛΩΝΕΖΑΣ ΑΝΝΑΣ ΦΡΑΝΚ”. ΠΑΤΑΚΗΣ, 2010. ISBN 978-960-16-3418-0. (gr.). Brak numerów stron w książce
- Rutka Laskier (aus dem Poln. von Friedrich Griese; mit einer Einl. von Zahava (Laskier) Scherz und einem Nachw. von Mirjam Pressler): Rutkas Tagebuch: Aufzeichnungen eines polnischen Mädchens aus dem Ghetto. Berlin: Aufbau Verlag, 2011. ISBN 978-3-351-04139-7. OCLC 840278353. (niem.). Brak numerów stron w książce
- Рутка Ласкер, Дневник: голос из Холокоста 14-летней Рутки „Польской Анны Франк”, Princeton: Iron Dome Group, 2017, ISBN 978-1-365-99859-1, OCLC 1006502413 [zarchiwizowane z adresu 2018-02-28] (ros.). Brak numerów stron w książce

## Filmy o Rutce Laskier
W styczniu 2006 Marek Kopczacki zrealizował film dokumentalny na zlecenie TVP3, zatytułowany Pamiętnik Rutki Laskier.
W lutym 2008 film dokumentalny o losach Rutki Laskier realizowała telewizja francuska AFP, a od 12 marca 2008 film dokumentalny zrealizowała brytyjska telewizja BBC. W jednym z kanałów BBC film zatytułowany Ukryty pamiętnik holokaustu w reżyserii Alexandra Marengo został wyemitowany 5 stycznia 2009. Obejrzało go około dwa miliony osób. Tydzień później film miał premierę w Izraelu. Uroczysta będzińska premiera odbyła się 6 lutego 2009 w kinoteatrze „Nowość”. Przybyli na nią m.in. Stanisława Sapińska, Dawid Peleg, ambasador Izraela w Polsce oraz Anne Hall, konsul generalny USA.
Film stanowi rekonstrukcję wstrząsających wydarzeń związanych z Rutką i jej rodziną w 1943. Poszczególne sceny powstawały w Będzinie, Londynie i Izraelu. Film zaczyna się od odnalezienia zdjęć Rutki Laskier przez jej przyrodnią siostrę, dr Zahavę Scherz. Wzbogacony został kadrami z archiwalnych filmów o losach Żydów w czasie II wojny światowej. Tzw. przebitki zostały tak dobrane, że stanowią ilustrację do zapisków z pamiętnika. Film podąża śladami Rutki Laskier. Wypowiadają się m.in. Stanisława Sapińska, Linka Gold zamieszkała w Londynie – jej przyjaciółka szkolna, Menachem Lior – jej kolega z lat młodzieńczych, który pomógł odnaleźć rodzinę Rutki w Izraelu. Wraz z dr Zahavą Scherz odwiedzają opisywane przez nią miejsca w Będzinie.

## Upamiętnienie
W ramach programu o nazwie „Przywróćmy Pamięć” realizowanego w latach 2008–2009 w będzińskim gimnazjum nr 3 przy ul. Krakowskiej 14 zorganizowano okolicznościową wystawę zatytułowaną „Śladami Rutki Laskier”, która została połączona z prezentacją multimedialną dotyczącą historii Holokaustu i dziejów Rutki. Na prezentowanych zdjęciach przedstawiono miejsca w Będzinie z nią związane.
Zrujnowany z upływem czasu dom w którym mieszkała rodzina Laskierów przy ul. Moniuszki 4 został w 2015 w wyniku interwencji Powiatowego Inspektora Nadzoru budowlanego w Będzinie rozebrany, po czym stworzono projekt jego odbudowy i utworzenia w nim izby pamięci.
W październiku 2016 przybyła do Polski z Izraela jej przyrodnia siostra dr Zahava Scherz, która była gościem kilku spotkań, które odbyły się m.in. w Sosnowieckim Centrum Sztuki - Zamku Sieleckim, w kawiarni „Cafe Jerozolima” w Będzinie oraz w auli I Liceum Ogólnokształcącego im. Mikołaja Kopernika w Będzinie, na których opowiadała o swoich wrażeniach i przeżyciach związanych z ujawnieniem pamiętnika Rutki.
23 marca 2017 w Będzinie utworzono Fundację Centrum Kultury Żydowskiej im. Rutki Laskier, której celem jest przekazywanie i kultywowanie wiedzy o historii i kulturze Żydów polskich, a w szczególności Żydów będzińskich, którzy w okresie międzywojennym stanowili większość mieszkańców tego miasta (27 000 ludzi – ok. 60%).
W 2017 uchwałą Rady Miasta Będzina jedną z ulic w mieście nazwano jej imieniem. 1 października tegoż roku w Teatrze Dzieci Zagłębia im. Jana Dormana w Będzinie odbyła się prapremiera spektaklu jej poświęconego pt. Pamięć Rutki w reżyserii Justyny Łagowskiej z główną rolą Karoliny Gorzkowskiej. Kanwą tego spektaklu był pamiętnik przez nią napisany, który był pretekstem do ukazania przez twórców, w postaci różnych symbolicznych scen, narastającego niepokoju, który zmusza widza do rozważań na temat pamięci, powtarzalności i walki o lepszą przyszłość. Centralną postacią tego spektaklu jest Rutka, będąca bohaterką z pogranicza różnych światów, a jednocześnie tak ukazana by być podobną do współczesnych będzińskich dziewczyn. Spektakl ten został nominowany do nagrody teatralnej „Złota Maska” w województwie śląskim za 2017 rok.
26 kwietnia 2018 w Siemianowickim Centrum Kultury - Bytków odbyło się spotkanie zatytułowane „Jest taka cierpienia granica...” poświęcone pamięci Rutki Laskier, połączone z prelekcją Adama Szydłowskiego, sztuką teatralną w reżyserii Mirosława Domina z główną rolą Magdaleny Wróblewskiej oraz okolicznościową wystawą poświęconą Rutce.
Profesor Zbigniew Białas z Uniwersytetu Śląskiego w Katowicach napisał powieść Rutka, która ukazała się 19 maja 2018, podczas Warszawskich Targów Książki. 25 maja tegoż roku autor książki wraz ze Stanisławą Sapińską był gościem spotkania premierowego tej książki, które odbyło się w kawiarni „Cafe Jerozolima” w Będzinie, przy ul. Modrzejowskiej 44.

## Tablica przodków
| Tablica rodowodowa                   |                                                                        |                                                                        |                                                                        |                                                                        |                                                                     |                                                                     |                                                                     |                                                                     |                                                                     |                                                                     |                                                                     |                                                                     |                                                                     |                                                                     |                                                                        |                                                                               |
| Praprapradziadkowie                  | ?                                                                      | ?                                                                      | Moszek Openhajm (1759–?) Gitla Szpira (1762–?)                         | Aron Sandzer (1767–29.03.1851) Cywia Malka Brauner (1768–4.09.1827)    | ?                                                                   | ?                                                                   | ?                                                                   | ?                                                                   | ?                                                                   | ?                                                                   | ?                                                                   | ?                                                                   | ?                                                                   | Herszla Gitler (1806–1890) Brandla Szaulowicz (1808–27.12.1848)     | Wolf Wajnryb (1774–?) Gitla Wajnryb (1794–?)                           | Berek Fersztenfeld (1794–13.09.1842) Ruchla Laja Rozenryter (1798–30.12.1848) |
| Prapradziadkowie                     | Haskiel Laskier Cylka Kohen                                            | Haskiel Laskier Cylka Kohen                                            | Icyk Openhajm (1803–6.06.1876) Chawa Sandzer (1806–30.12.1848)         | Icyk Openhajm (1803–6.06.1876) Chawa Sandzer (1806–30.12.1848)         | ?                                                                   | ?                                                                   | ?                                                                   | ?                                                                   | ?                                                                   | ?                                                                   | ?                                                                   | ?                                                                   | Abram Frydler (1831–?) Wita Gitler (23.08.1830–?)                   | Abram Frydler (1831–?) Wita Gitler (23.08.1830–?)                   | Szmelka Szmul Wajnryb (12.05.1834–?) Bajla Fersztenfeld (17.09.1829–?) | Szmelka Szmul Wajnryb (12.05.1834–?) Bajla Fersztenfeld (17.09.1829–?)        |
| Pradziadkowie                        | Abram Manes Laskier (1827–1905) Chaja Malka Openhajm (20.10.1831–1908) | Abram Manes Laskier (1827–1905) Chaja Malka Openhajm (20.10.1831–1908) | Abram Manes Laskier (1827–1905) Chaja Malka Openhajm (20.10.1831–1908) | Abram Manes Laskier (1827–1905) Chaja Malka Openhajm (20.10.1831–1908) | Lipa Zysman Sara Zysman                                             | Lipa Zysman Sara Zysman                                             | Lipa Zysman Sara Zysman                                             | Lipa Zysman Sara Zysman                                             | ?                                                                   | ?                                                                   | ?                                                                   | ?                                                                   | Icyk Frydler (30.06.1855–1912) Ruchla Laja Wajnryb (6.07.1859–?)    | Icyk Frydler (30.06.1855–1912) Ruchla Laja Wajnryb (6.07.1859–?)    | Icyk Frydler (30.06.1855–1912) Ruchla Laja Wajnryb (6.07.1859–?)       | Icyk Frydler (30.06.1855–1912) Ruchla Laja Wajnryb (6.07.1859–?)              |
| Dziadkowie                           | Dawid Laskier (1872–1940) Golda Liba Zysman (1872–?)                   | Dawid Laskier (1872–1940) Golda Liba Zysman (1872–?)                   | Dawid Laskier (1872–1940) Golda Liba Zysman (1872–?)                   | Dawid Laskier (1872–1940) Golda Liba Zysman (1872–?)                   | Dawid Laskier (1872–1940) Golda Liba Zysman (1872–?)                | Dawid Laskier (1872–1940) Golda Liba Zysman (1872–?)                | Dawid Laskier (1872–1940) Golda Liba Zysman (1872–?)                | Dawid Laskier (1872–1940) Golda Liba Zysman (1872–?)                | Abram Chil Hampel Gitla Frydler                                     | Abram Chil Hampel Gitla Frydler                                     | Abram Chil Hampel Gitla Frydler                                     | Abram Chil Hampel Gitla Frydler                                     | Abram Chil Hampel Gitla Frydler                                     | Abram Chil Hampel Gitla Frydler                                     | Abram Chil Hampel Gitla Frydler                                        | Abram Chil Hampel Gitla Frydler                                               |
| Rodzice                              | Jakub Laskier (7.08.1900–4.07.1986) Dwojra Hampel (13.09.1904–1943)    | Jakub Laskier (7.08.1900–4.07.1986) Dwojra Hampel (13.09.1904–1943)    | Jakub Laskier (7.08.1900–4.07.1986) Dwojra Hampel (13.09.1904–1943)    | Jakub Laskier (7.08.1900–4.07.1986) Dwojra Hampel (13.09.1904–1943)    | Jakub Laskier (7.08.1900–4.07.1986) Dwojra Hampel (13.09.1904–1943) | Jakub Laskier (7.08.1900–4.07.1986) Dwojra Hampel (13.09.1904–1943) | Jakub Laskier (7.08.1900–4.07.1986) Dwojra Hampel (13.09.1904–1943) | Jakub Laskier (7.08.1900–4.07.1986) Dwojra Hampel (13.09.1904–1943) | Jakub Laskier (7.08.1900–4.07.1986) Dwojra Hampel (13.09.1904–1943) | Jakub Laskier (7.08.1900–4.07.1986) Dwojra Hampel (13.09.1904–1943) | Jakub Laskier (7.08.1900–4.07.1986) Dwojra Hampel (13.09.1904–1943) | Jakub Laskier (7.08.1900–4.07.1986) Dwojra Hampel (13.09.1904–1943) | Jakub Laskier (7.08.1900–4.07.1986) Dwojra Hampel (13.09.1904–1943) | Jakub Laskier (7.08.1900–4.07.1986) Dwojra Hampel (13.09.1904–1943) | Jakub Laskier (7.08.1900–4.07.1986) Dwojra Hampel (13.09.1904–1943)    | Jakub Laskier (7.08.1900–4.07.1986) Dwojra Hampel (13.09.1904–1943)           |
| Rutka Laskier (12.06.1929–5.08.1943) |                                                                        |                                                                        |                                                                        |                                                                        |                                                                     |                                                                     |                                                                     |                                                                     |                                                                     |                                                                     |                                                                     |                                                                     |                                                                     |                                                                     |                                                                        |                                                                               |